# Jacques-Louis Lions
Jacques-Louis Lions (Grasse, 3 de maio de 1928 — Paris, 17 de maio de 2001) foi um matemático francês.
Foi eleito membro da Royal Society em 1996.
É reconhecido por suas contribuições ao estudo de equações diferenciais parciais e análise numérica

## Obras
- com Enrico Magenes: Problèmes aux limites non homogènes et applications. 3 vols., 1968, 1970
- Contrôle optimal de systèmes gouvernés par des équations aux dérivées partielles. 1968
- com L. Cesari: Quelques méthodes de résolution des problèmes aux limites non linéaires. 1969
- com Roger Dautray: Mathematical analysis and numerical methods for science and technology. 9 vols., 1984/5
- com Philippe G. Ciarlet: Handbook of numerical analysis. 7 vols.
- com Alain Bensoussan, Papanicolaou: Asymptotic analysis of periodic structures. North Holland 1978
- Controlabilité exacte, perturbations et stabilisation de systèmes distribués[2]